# Ват
Ват (Вт, W, англ. watt) — одиниця вимірювання потужності у SI.
Один ват дорівнює потужності, при якій робота в один джоуль здійснюється за одну секунду:
1 Вт = 1 Дж/с = 1 Н·м/с = 1 м²·кг·с−3.
Ват — похідна одиниця у SI, а тому визначений із точністю, що залежить від точності визначення основних одиниць: метра, кілограма і секунди.
Ват використовується також для вимірювання активної електричної потужності та потужності теплового потоку або потоку випромінювання, що еквівалентні механічній потужності.
Активна електрична потужність величиною 1 ват визначається як потужність постійного електричного струму з силою 1 ампер при напрузі 1 вольт.
Одиниця названа на честь шотландського винахідника Джеймса Ватта за його вклад у створення парового двигуна та була ухвалена Британською науковою асоціацією у 1882 р., а на 11-й Генеральній конференції мір та ваг у 1960 р. була включена у SI.

## Кратні й частинні одиниці
Десяткові кратні й частинні одиниці утворюють за допомогою стандартних префіксів SI.
| Кратні                         | Кратні   | Кратні     | Кратні     | Частинні | Частинні | Частинні   | Частинні   |
| Величина                       | Назва    | Позначення | Позначення | Величина | Назва    | Позначення | Позначення |
| ------------------------------ | -------- | ---------- | ---------- | -------- | -------- | ---------- | ---------- |
| 101 Вт                         | декават  | даВт       | daW        | 10−1 Вт  | дециват  | дВт        | dW         |
| 102 Вт                         | гектоват | гВт        | hW         | 10−2 Вт  | сантиват | сВт        | cW         |
| 103 Вт                         | кіловат  | кВт        | kW         | 10−3 Вт  | міліват  | мВт        | mW         |
| 106 Вт                         | мегават  | МВт        | MW         | 10−6 Вт  | мікроват | мкВт       | µW         |
| 109 Вт                         | гігават  | ГВт        | GW         | 10−9 Вт  | нановат  | нВт        | nW         |
| 1012 Вт                        | терават  | ТВт        | TW         | 10−12 Вт | піковат  | пВт        | pW         |
| 1015 Вт                        | петават  | ПВт        | PW         | 10−15 Вт | фемтоват | фВт        | fW         |
| 1018 Вт                        | ексават  | ЕВт        | EW         | 10−18 Вт | атоват   | аВт        | aW         |
| 1021 Вт                        | зетават  | ЗВт        | ZW         | 10−21 Вт | зептоват | зВт        | zW         |
| 1024 Вт                        | йотават  | ЙВт        | YW         | 10−24 Вт | йоктоват | йВт        | yW         |
| застосовувати не рекомендовано |          |            |            |          |          |            |            |

## Перетворення на одиниці вимірювання потужності в інших системах
Ват зв'язаний з іншими одиницями вимірювання потужності такими співвідношеннями:
1 Вт = 107 ерг/с
1 Вт ≈ 0,102 кгс·м/с
1 Вт ≈ 1,36 × 10−3 к. с.
1 Вт = 859,8452279 кал/год

## Приклади у природі
| Величина         | Опис |
| ---------------- | --- |
| 10−9 ват         | Потік енергії потужністю приблизно в 1 нВТ падає на поверхню землі площею 1 м² від зірки яскравістю в +1,4 зоряної величини. |
| 5 × 10 -3 ват    | Таку потужність (або близьку до неї) мають звичайні лазерні указки. |
| 1 ват            | Приблизна потужність передавача звичайного мобільного телефону. |
| 10 3 ват         | Невеликий обігрівач має потужність близько 1 кВт. Середнє споживання енергії одного домашнього господарства у США становить приблизно 8900 кВт·год за рік, це відповідає рівномірно споживаної потужності 1 кВт протягом року.                                                                                       |
| 6 × 10 4 ват     | Легковий автомобіль із двигуном потужністю 80 кінських сил має потужність приблизно рівну 60 кВт. |
| 12 × 10 6 ват    | Електропоїзд Eurostar має потужність близько 12 МВт. |
| 8,2 × 10 9 ват   | Електростанція Касівадзакі-Каріва у місті Касівадзакі (Японія), найбільша у світі атомна електростанція, при пікових навантаженнях виробляє 8,212 ГВт електроенергії. |
| 2,24 × 10 10 ват | Найбільша існуюча електростанція Санься (ГЕС Три ущелини) (Китай). Проектна потужність ГЕС — 22,4 ГВт електроенергії. |
| 10 12 ват        | Пікова потужність середнього удару блискавки приблизно дорівнює 1 ТВт. |
| 1,9 × 10 12 ват  | Загальна потужність споживаної людством електроенергії у 2007 р. у середньому оцінювалося в 1,95 ТВт; |
| 174 × 10 15 ват  | Виходячи з середньої потужності потоку енергії на поверхні Землі в 1,366 кВт/м², загальна потужність потоку енергії сонячного випромінювання, що падає на Землю, приблизно дорівнює 174 ПВт. Таким чином, якби Земля не перевипромінювала енергію у навколишній простір, вона ставала б важчою на 1,94 кг щосекунди. |
| 3,86 × 10 26 ват | Повна потужність випромінювання Сонця оцінюється вченими в 386 ЙВт, що більш ніж у два мільярди разів більше, ніж потужність випромінювання, що падає на поверхню Землі. Іншими словами, унаслідок термоядерних реакцій у центрі Сонця, наше світило щомиті втрачає масу близько 4 000 000 тонн.                     |

## Різниця між поняттями кіловат і кіловат-година
Через схожість назв кіловат і кіловат-годину часто плутають у повсякденному вжитку, особливо коли це стосується електроприладів. Однак ці дві одиниці вимірювання стосуються різних фізичних величин. У ватах і, отже, у кіловатах вимірюється потужність, тобто кількість енергії, спожита приладом за одиницю часу. Ват-година і кіловат-година є одиницями вимірювання енергії, тобто ними визначається не характеристика приладу, а кількість роботи, виконаної цим приладом.
Ці дві величини пов'язані таким чином. Якщо лампа розжарення потужністю у 100 Вт працювала протягом 1 години, її робота вимагала 100 Вт·год енергії, або 0,1 кВт·год, а 40-ватна лампочка споживе таку ж кількість енергії за 2,5 години. Потужність електростанції вимірюється у мегаватах, але кількість проданої електроенергії буде вимірюватися у кіловат-годинах (мегават-годинах).